# Wakefield–Calle 241 (línea White Plains Road)
Wakefield–Calle 241 es una estación elevada de la línea White Plains Road del metro de Nueva York. Localizada en la intersección de la calle 241 y la carretera White Plains Road en Wakefield barrio del Bronx, y funciona con los trenes del servicio 2 durante las 24 horas.
La estación fue renovada en 2005. Es la estación más septentrional, tanto de la línea White Plains Road, como de todo el sistema del metro de Nueva York. La Línea Harlem del Metro-North Railroad es la más cercana a la estación Wakefield.
Al sur de la estación se encuentra el empalme y las vías de acceso al depósito de trenes denominado 239th Street Yard.

## Conexiones de buses

### Servicios MTA
- Bx41: hacia la calle 149/The Hub; paradas limitadas durante horas pico
- Línea Bee #40
- Línea Bee #41
- Línea Bee #42